# 11B-X-1371
11B-X-1371 è un video virale, i cui realizzatori sono rimasti sconosciuti, diffuso in rete. Il DVD contenente il video fu recapitato da ignoti nel 2015 presso la sede di GadgetZZ.com, un blog di tecnologia svedese, che ne diffuse un segmento in bianco e nero di due minuti su Internet. Il video non riportava crediti e gli fu quindi attribuito come titolo il codice in base64 stampigliato sul DVD.
L'estratto, divenuto celebre, mostra una persona con indosso un costume, simile a un abito del medico della peste, che cammina attraverso un edificio abbandonato e fatiscente, con squarci sui muri e dalle cui finestre infrante si riesce ad intravedere una foresta che apparentemente circonda la costruzione. La figura mascherata solleva una mano mostrando il palmo sul quale lampeggia una luce.

## Il video in Rete
La fama di 11B-X-1371 si è progressivamente diffusa anche al di fuori di Internet, fino ad interessare organi di stampa e agenzie investigative impegnate a tentare di risolvere il mistero dell'origine del video che al suo interno nasconde svariati messaggi, alcuni dei quali celati dietro comuni cifrari, altri occultati con più sofisticati sistemi crittografici, altri ancora nascosti nello spettrogramma della musica. Il video contiene anche immagini di persone torturate e mutilate. La maggior parte di questi enigmi è stata decodificata dai partecipanti ad una discussione su Reddit; gli utenti del sito hanno interpretato la serie di messaggi come un avviso per un imminente attacco bioterroristico contro gli Stati Uniti d'America e sono riusciti ad associarne alcune delle scene macabre ad alcuni degli omicidi dello strangolatore di Boston. Tuttavia, c'è chi ha ipotizzato che il video non sia altro che uno scherzo, un acrobatico marketing virale per un film o un videogioco di prossima uscita, o anche che sia un banale film di studenti universitari.
Dopo che venne messo in luce per la prima volta nell'ottobre del 2015, venne scoperto che era stato pubblicato su YouTube diversi mesi prima, insieme a un messaggio simile di minaccia in codice binario. L'utente che lo aveva caricato, noto come AETBX, suggerì ai giornalisti in cerca di informazioni che GadgetZZ.com non stava dicendo la verità su come fosse arrivato a possedere il video. Gli investigatori di Internet riuscirono a dimostrare che esso era stato girato nell'ex sanatorio di Zofiówka al di fuori di Otwock, Polonia, tra il novembre 2013 e la data pubblicazione dello stesso.
Soltanto tre mesi dopo l'iniziale controversia, un individuo chiamato Parker Warner Wright affermò di essere l'autore del cortometraggio. Infatti al The Daily Dot confessò di averlo realizzato come parte di un progetto artistico, al quale seguì un altro video, 11B-3-1369. Come modo per dimostrare la sua identità, sfidò gli utenti di YouTube a creare un duplicato esatto della sua maschera da medico della peste.

## Sinossi
Aprono il video alcune riprese tremolanti che mostrano una figura per lo più nascosta nell'ombra di due fatiscenti pilastri di mattoni a vista in mezzo ai quali vi è una finestra sfondata attraverso la quale è possibile vedere rami di alberi che ondeggiano al vento. Queste immagini sono accompagnate da indistinti ronzii elettronici e suoni sibilanti. L'individuo erge la mano destra, tenendola davanti alla finestra, alzando prima tre dita, poi una e infine due.
La figura rimane nascosta, con un inserto che la mostra con le braccia alzate, mentre la telecamera si allontana e lentamente gira a destra. Dopo un jump-cut, l'illuminazione attorno migliora, rivelando che essa indossa un abito che assomiglia a un abito da medico della peste, un lungo mantello con cappuccio a maniche lunghe molto scuro con una maschera dal lungo becco e occhiali di protezione in pelle scura rivolti verso il basso. Questa volta, sempre con la mano destra, con il palmo rivolto verso l'esterno all'altezza delle spalle, regge una luce intermittente che manda segnali luminosi irregolari. Come sottofondo sonoro, stavolta vi sono dei bip coordinati con i lampeggiamenti.
Successivamente, il misterioso individuo si gira a guardare la mano e le foglie all'esterno si fermano. Si volta di nuovo a guardare la telecamera, ora fissa, per un breve istante, per poi riconcentrarsi sulla mano. Dopo una serie di jump cut che alternano queste due posizioni, la figura guarda direttamente verso la telecamera e la indica e, dopo uno stacco, la guarda con le mani ai lati.
Dopo qualche altro salto in cui gira a destra e torna indietro, l'individuo si blocca, quindi guarda lentamente alla sua sinistra. Guarda in basso ed in direzione del suo sguardo appaiono sullo schermo immagini geometriche di quadrati con varie sezioni triangolari, mentre i fotogrammi sembrano frammentarsi brevemente. Per il resto del video, la figura ammantata rimane ferma con le spalle al muro, con la videocamera che si muove e con occasionali effetti video che raddoppiano l'immagine.

## Storia
Il 12 ottobre 2015, John-Erik "Johny" Krahbichler, fondatore del tech blog GadgetZZ, pubblicò un post circa un "enigma inquietante" che gli era stato spedito per posta forse a giugno. Una busta, con il timbro postale di Varsavia e destinata a "Johny K.", a cura dell'ufficio postale del blog a Helsingborg e senza indirizzo del mittente, conteneva infatti "un CD davvero strano" (ovvero un DVD), sul quale era stata scritta stringa così lunga da riempire due righe. Sulle prime Krahbichler credette si trattasse di un product key.
Pensò che fosse un software che qualcuno gli aveva mandato a recensire. Volendolo testare su un laptop di riserva, trovò invece un video. «Non ero sicuro di cosa pensare al riguardo, ma l'ho trovato molto strano», disse al The Washington Post, aggiungendo che «in seguito l'ho riesaminato e ho iniziato a notare i "codici" e le lettere nascosti in tutto il video».
Dopo aver fatto il minimo sforzo per decodificarlo da sé, rinunciò e lo pubblicò sul blog, corredato di immagini del disco e della busta. Pochi giorni dopo Gizmodo pubblicò una storia sulla sua scoperta. Lily Hay Newman del sito web Slate descrisse la sua esperienza nel guardare il video per la prima volta come «inquietante» e «sconvolgente» e che esso le aveva ricordato la videocassetta maledetta del film horror del 2002 The Ring.

### Possibili origini
Le prime indagini che vennero aperte per risolvere il mistero attorno a 11B-X-1371 hanno presto scoperto che Krahblicher non era stato il primo a rendere pubblico il video. Nel maggio del 2015 infatti un utente noto come "AETBX" lo aveva postato sulla piattaforma YouTube (l'unico caricamento da lui effettuato), con un titolo ed una descrizione costituiti interamente da stringhe di un codice binario formate da 0 ed 1. Come moltissimi utenti iniziarono a pubblicare commenti sotto di esso, AETBX tornò a chiedere perché all'improvviso ci fosse stato così tanto interesse sul suo video di cinque mesi prima. Alcuni commentatori ipotizzarono che l'avesse creato lui stesso; cosa che egli negò con vigore.
The Washington Post lo contattò comunque via email. AETBX si identificò semplicemente come "Daniel from Spain" e riferì che anche lui aveva ricevuto la registrazione per posta. La sua versione, aggiunse, gli era stata inviata anche per via elettronica da una ragazza che non conosceva, che gli aveva detto di averla trovata su una panchina del parco.
In un aggiornamento al suo post originale, Krahblicher riferì che qualcuno aveva scoperto che anche prima del video di YouTube, era stato pubblicato nella bacheca sul paranormale di 4chan. In seguito, sul The Daily Dot, Daniel mosse dei dubbi verso la veridicità della storia di Krahblicher, affermando che «Tutti possono falsificare un DVD».

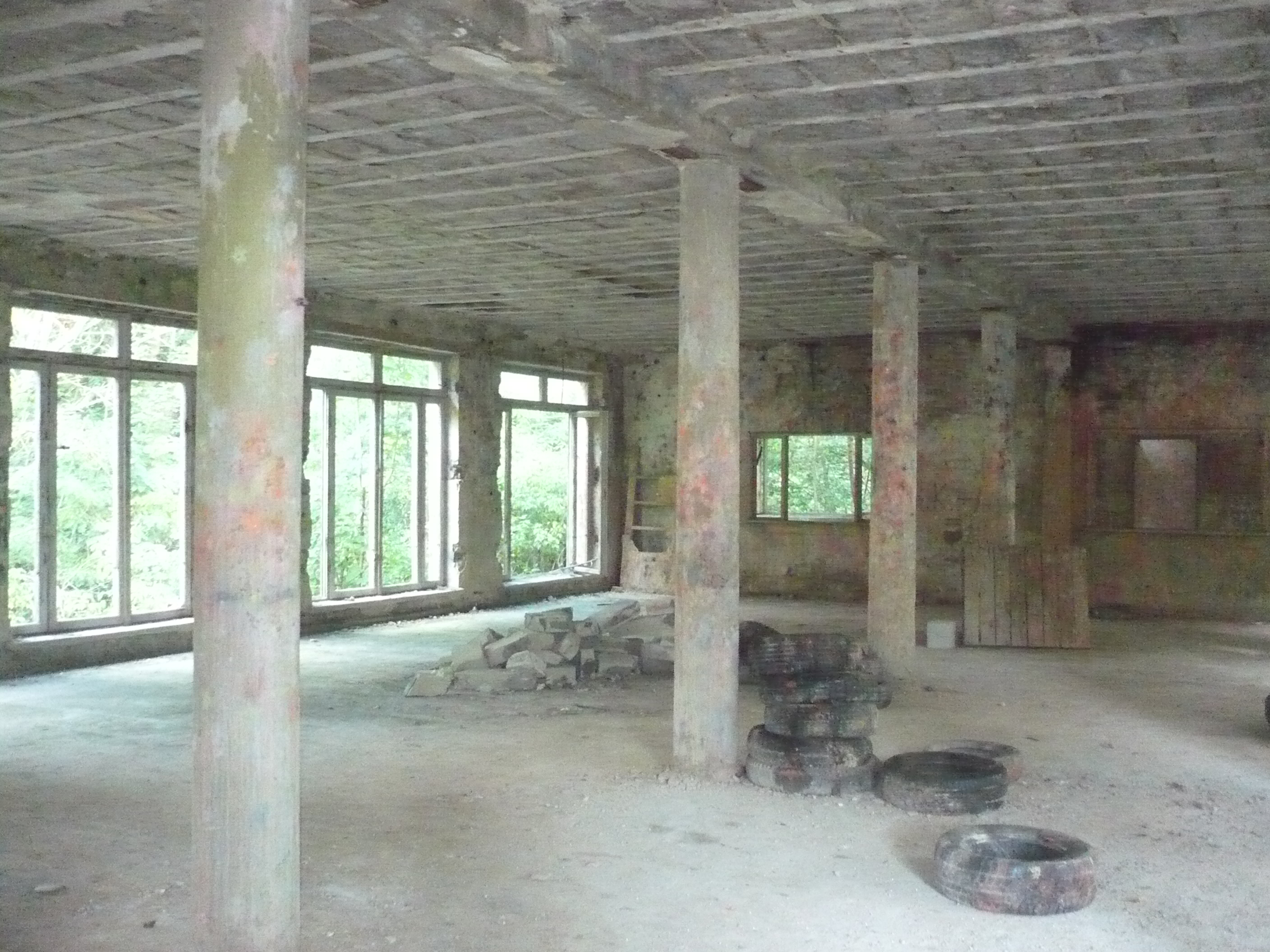
L'interno del Sanatorio di Zofiówka simile a quello che si vede nel video.

Altri due indizi sui possibili creatori del video si rivelarono falsi. All'incirca quando Krahblicher aveva pubblicato per la prima volta il video, il blog di Triton TV, un gruppo di studenti della University of California, San Diego, aveva pubblicato uno screenshot della registrazione insieme a un titolo e una descrizione sempre in binario. Interpellato per una spiegazione, il gruppo dichiarò di non aver più utilizzato quel sito web in seguito ad una violazione avvenuta poche settimane prima del caricamento di quell'immagine. The Daily Dot concluse che quel fotogramma era uno dei tanti postati a caso in vari siti da un hacker. Un uomo di nome Parker J. Wright rispose alla domanda di un giornalista su Twitter dicendo che non era il Parker Wright che aveva pubblicato il video su YouTube il 30 settembre con la nota «Are you listening?» («Stai ascoltando?»)

Sebbene il responsabile del video rimaneva ancora sconosciuto, venne identificata la location in cui esso era stato girato. Un utente polacco di Internet che stava seguendo la storia era andato all'ex sanatorio di Zofiówka, vicino Otwock, a sud di Varsavia, dove aveva riconosciuto la finestra e i graffiti che si vedono nella registrazione. Analizzando una foto dello stesso stabile fatta nel novembre 2013, si scoprì che quei segni sui muri erano assenti, suggerendo che le riprese dovevano essere state effettuate tra la fine del 2013 e del 2015.

### Parker Warner Wright
Come già accennato, a fine novembre del 2015, l'interesse verso 11B-X-1371 ed i suoi intenti andò progressivamente scemando, quando un account Twitter venne aperto con il nome di Parker Warner Wright.. Il suo proprietario affermò di aver creato il video. Wright non era l'unica persona su Internet che rivendicava la stessa cosa in quel momento e negli ultimi mesi del 2015 altri avevano postato i propri video nel tentativo di autenticarsi.
Alla fine del mese, Wright annunciò che un seguito sarebbe stato pubblicato «in esattamente 1.444 ore metriche» sul suo canale YouTube. Trascorso quel lasso di tempo, apparve un nuovo video intitolato 11B-3-1369, sempre in bianco e nero e con vari effetti grafici ed inserti disturbanti, con la frase "Their lies unlock our dissent" ("Le loro bugie sbloccano il nostro dissenso"), in descrizione. In questa nuova opera, la figura in costume da medico della peste appare prima al di fuori della casa di cura immersa nella foresta all'inizio e poi al suo interno. La musica è meno aggressiva di quella del primo video e include i rumori elettronici tintinnanti che erano sincronizzati con la luce lampeggiante sulla mano destra dell'individuo. Più avanti, nel video, questi viene affiancato da una donna in abito bianco con la faccia coperta da bende.

Tre settimane dopo, The Daily Dot rilasciò un'intervista con Wright, il quale raccontò al giornalista Mike Wehner che egli era un cittadino degli Stati Uniti che però viveva in Polonia e che i video da lui realizzati erano da intendersi come un progetto artistico. Dopo aver finito di produrre 11B-X-1371 nel maggio 2015, ne aveva fatto tre copie: due le abbandonò in Polonia rispettivamente in una metropolitana e in un parco, e l'ultima la postò su 4chan. Wehner chiarì che l'utente AETBX era del tutto estraneo alla genesi del video. Come via per autenticarsi, l'artista sfidò i visitatori della sua pagina Facebook a replicare la maschera del medico della peste, che sosteneva di aver progettato e costruito da sé.
Alcuni commentatori sulla pagina di Wright erano scettici sulle sue parole, evidenziando le differenze del costume tra i due video; l'uomo si giustificò affermando che voleva migliorare il design dell'abito scuro per il secondo cortometraggio. Krahbichler accettò le sue dichiarazioni: «Sarebbe una fatica troppo grande ed inutile solo per scherzare così a lungo, e inventare storie che si adattino così bene», scrisse poco dopo la pubblicazione di 11B-3-1369; «Credo che sia molto sicuro dire che PWW sia davvero il creatore». In uno scambio di inizio dicembre su Facebook, Wright gli aveva confessato di averlo scelto come destinatario da quando aveva «vinto la lotteria del biglietto da visita... mi hai consegnato il tuo biglietto da visita, ad un certo punto». Krahbichler ipotizzò allora che Wright avesse probabilmente partecipato ad almeno uno dei tanti show tecnologici in cui aveva avuto uno stand.

## Interpretazioni
Gli utenti di Reddit che hanno risposto al post di Krahbichler su GadgetZZ.com trovarono, analizzando il misterioso video, svariati messaggi in codice nascosti al suo interno. Un'iscrizione codificata nel menu del disco risultò essere 11B-X-1371, che finì col diventare il nome col quale riferirsi alla registrazione. James Billington del periodico International Business Times scrisse che «alcuni hanno riferito [che l'audio del video] suona come "I would love to kill you" ("Mi piacerebbe ucciderti") ripetuto all'infinito». Un utente osservò inoltre lo spettro sonoro della registrazione tracciandone uno spettrogramma, trovandoci sia dei messaggi scritti che delle immagini. Tra i primi, vi era un plaintext che diceva "You are already dead" ("Sei già morto"), seguito da un testo cifrato. Le seconde invece raffiguravano donne che venivano mutilate e torturate; i primi timori che il creatore del video potesse essere un serial killer si placarono quando una ricerca successiva svelò che alcuni erano dei fotogrammi tratti dai film The Bunny Game del 2010 e Slasher del 2007 e altri fotografie delle vittime dello strangolatore di Boston.

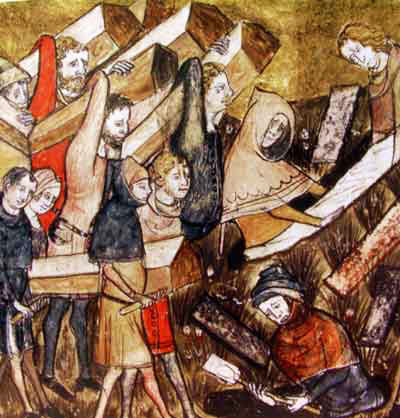
Nel titolo del video, vi è un riferimento all'anno 1371, periodo in cui l'Europa veniva devastata dalla peste nera.

La maggior parte dei messaggi aveva un tono generalmente minaccioso. Uno spettrogramma sonoro del menu del DVD ha prodotto un'immagine di un teschio e altri testi in codice. Tra l'altro, il titolo binario del post su YouTube di AETBX significava "Muerte" mentre la sua descrizione, sempre in spagnolo, recitava " Te queda 1 año menos " ("Hai un anno in meno").
 La serie di triangoli visibili ad un certo punto nel video invece vennero riconosciuti come simboli del cifrario pigpen, il cui significato era "Ad oppugnare homines", frase in lingua latina che sta per "Attaccare o colpire uomini".
Il costume da medico della peste ha portato altri utenti a correlare i messaggi cifrati del video a minacce di carattere bioterroristico, come lascerebbe intuire il contenuto di due di questi: "The eagle=infected will spread his disease. We are the antivirus will protect the world body"
("L'aquila=infetta diffonderà la sua malattia, noi siamo l'antivirus che proteggerà il corpo del mondo") e "Strike an arrow through the heart of the eagle" ("Scaglia una freccia attraverso il cuore dell'aquila"). 
Venne inoltre scoperto che dei singoli fotogrammi della registrazione contenevano un testo in codice morse e in cifrario comune. Il primo, in chiaro, recitava: "RED LIPS LIKE TENTH". Il secondo, una sequenza di 20 coppie di caratteri a due cifre, risultò essere le coordinate latitudinali e longitudinali della Casa Bianca a Washington; in seguito venne anche notato che la frase in morse poteva essere intesa come un anagramma per "KILL THE PRESIDENT". Tutto questo venne visto come una minaccia verso gli Stati Uniti in generale e il presidente Barack Obama in particolare. Krahbichler aggiunse che uno dei messaggi, se decodificato, era: "STANDANDFIGHTWITHUSTAKEDOWNTHEBLACKBEASTKILLHISDISEASEORFALLWITHTHEREST", e che con "BLACKBEAST"  poteva riferirsi proprio ad Obama. Ciò portò il fondatore di GadgetZZ a ritenere che 11B-X-1371 fosse, più che una minaccia terroristica, una critica a sfondo politico.
Poco dopo che Parker Warner Wright si era rivelato come il creatore dell'opera su Twitter alla fine di novembre, egli disse a coloro che avevano lavorato per decodificare i testi che «non siete più vicini a capire il messaggio». Tuttavia, ha ammesso che era stato suo intento che le persone lavorassero insieme per infrangere i codici: «Nessuno può decifrare il tutto [da solo]».

### Possibili scopi

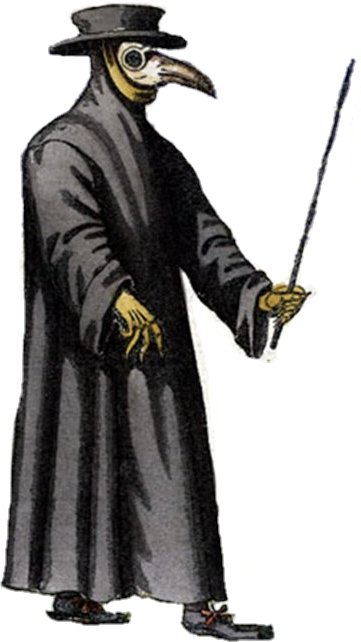
Un'illustrazione settecentesca dell'abito del medico della peste.

Sebbene il metamessaggio di 11B-X-1371 fosse chiaramente critico, rimase troppo vago per permettere di trarre delle conclusioni definitive su quale poteva essere stato il fine e l'intenzione dei suoi creatori. Poiché era stato pubblicizzato poche settimane prima di Halloween, c'erano state diverse speculazioni sul fatto che potesse essere un corto goliardico legato a tale festa. Infatti Krahbichler, seppur inquietato sulle prime dal contenuto dei messaggi decodificati, dichiarò: «Sto iniziando a ripensare che sia solo uno scherzo elaborato». Non pensò fosse puntato su di lui in modo particolare, dal momento che se il mittente «mi conosceva personalmente, avrebbe saputo che non ho le competenze per decifrarlo, almeno non nella sua interezza».
Un'altra teoria che ottenne supporto fu quella del marketing virale, che legge il video come un'astuta manovra pubblicitaria volta a promuovere un imminente film o videogioco. Un utente di Reddit notò che la versione cinematografica del romanzo dello scrittore americano Dan Brown  Inferno era entrata in produzione proprio durante quel periodo, in cui il video era stato diffuso in rete. Nella storia, un ricco criminale fa un video di avvertimento sui suoi piani di rilascio di un virus al fine di ridurre la crescita della popolazione. Egli indossa esattamente un costume da medico della peste, si paragona alla morte e pretende allo stesso tempo di esserne la cura.
Il fan-magazine cinematografico Moviepilot portò avanti anche l'ipotesi che 11B-X-1371 fosse uno spot per la nuova serie televisiva di Syfy L'esercito delle 12 scimmie, basata sull'omonimo lungometraggio diretto da Terry Gilliam. Entrambi riguardano un viaggio nel tempo del futuro per impedire lo scoppio di un'epidemia devastante nel presente. Un secondo utente di Reddit osservò che "You Are Already Dead" veniva usata frequentemente nella serie, così come un costume da medico della peste e che i segni "3", "1" e "2" che la figura fa con la mano destra nel video avrebbero potuto riferirsi all'imminente stagione.
L'origine polacca del corto inoltre suggerì un espediente di marketing in quel Paese: «I nostri studi [dei videogiochi] alle prime armi non hanno grandi budget per pubblicità "standard"» scrisse un utente sempre su Reddit. C'era stato un video virale altrettanto raccapricciante in Polonia alcuni anni prima, ricordò, che aveva parodiato uno spettacolo per bambini. Non pensò che le stesse persone fossero pure dietro a 11B-X-1371, tuttavia, la loro clip ebbe valori di produzione più alti.

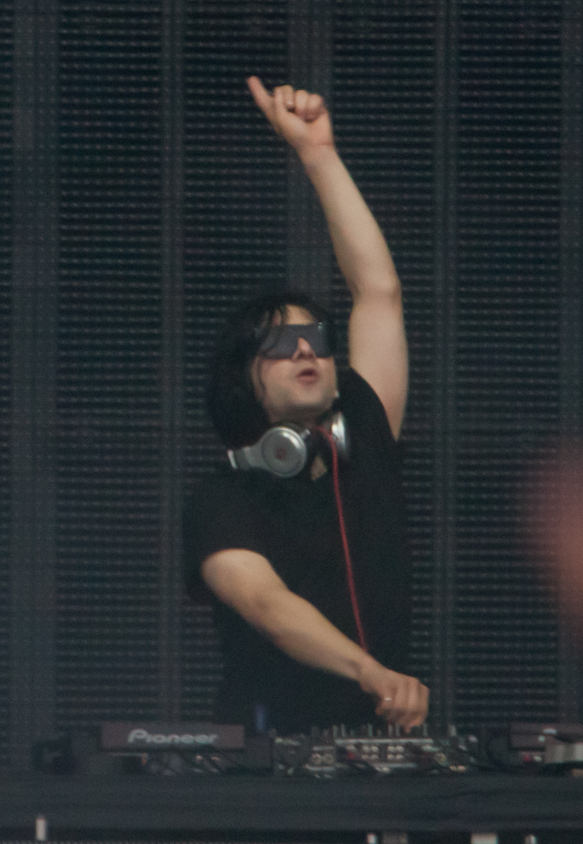
Il noto DJ Skrillex (qui nel 2012).

In definitiva, sembrava improbabile che una qualsiasi azienda di comunicazione, in particolare i principali studios e network televisivi che producevano Inferno e L'esercito delle 12 scimmie, avrebbe utilizzato metodi così raccapriccianti, come l'utilizzo di macabre immagini negli spettrogrammi e minacce contro un presidente degli Stati Uniti, che avrebbero sicuramente portato una pubblicità negativa ai prodotti sponsorizzati.
Una terza teoria collegava il video al popolare disc jockey Skrillex. A maggio di fatto, quando il video era stato pubblicato per la prima volta su Internet, questi aveva appena pubblicato una canzone intitolata Red Lips e, poco dopo il post originale di Krahbichler, twittò «# REDLIPS #REDLIPS #REDLIPS». Si ipotizzò che potesse essere pertanto il marketing virale per il suo nuovo lavoro (altri musicisti suoi simili sono noti per nascondere immagini in spettrogrammi) o verso alcuni CD di lavori inediti che disse che gli erano stati rubati dalla sua stanza d'albergo. Krahblicher però affermò: «il problema è che gli indizi verso le opere promosse sono piuttosto deboli».
Parker Warner Wright, che a quel punto era ritenuto dal The Daily Dot e il blogger di GadgetZZ l'unico vero ideatore del video, dichiarò che quest'ultimo e 11B-X-1369 erano da intendersi i primi di una serie di progetti artistici. Non fu più specifico sui temi o sui messaggi di fondo. «Vedo le mie opere come onde sull'oceano. [...] Alcune persone cercano conchiglie, fanno surf ed altre immersioni». Li aveva concepiti come segmenti di un tutto fin dall'inizio, non tenendo in considerazione il fatto che sarebbero potuti diventare virali. «Attualmente, c'è una richiesta di più e ho l'obiettivo di venirle incontro», ammise, «Tuttavia, la mia arte andrebbe avanti indipendentemente dalla forza esterna: ho una chiamata dall'interno, devo rispondere».
Wright caricò un altro video sulla sua pagina Facebook, intitolato 110A30213, il 5 novembre 2016, tre giorni prima delle elezioni presidenziali negli Stati Uniti d'America del 2016, in cui affronta una folla vestito da ufficiale militare o dittatore. Krahbichler ipotizzò che tale nuovo corto, che definì «molto politico», potesse essere legato alle elezioni e che la sua data d'uscita potesse essere un riferimento alle parole di Guy Fawkes «Ricordate, ricordate, il 5 novembre».